# (9109) Yukomotizuki
(9109) Yukomotizuki est un astéroïde de la ceinture principale.

## Description
(9109) Yukomotizuki est un astéroïde de la ceinture principale. Il fut découvert le 9 janvier 1997 à Ōizumi par Takao Kobayashi. Il présente une orbite caractérisée par un demi-grand axe de 2,33 UA, une excentricité de 0,09 et une inclinaison de 7,2° par rapport à l'écliptique.

## Compléments